# Suite Vollard
De Suite Vollard is een futuristisch woongebouw in de Braziliaanse stad Curitiba. Het werd geopend in 2001 en is 's werelds eerste draaiende gebouw. Het gebouw is gerealiseerd door Moro Construções Civis LTDA en Fritz Georg Gehbauer. De architect was Bruno de Franco. Het woongebouw staat in het district Ecoville van Curitiba  en is sinds de bouw een bekend object in de stad.
De verdiepingen hebben elk dubbele glasplaten op de gevel en zijn, afhankelijk van de verdieping, zilver, goud of blauw gekleurd. Dit geeft "een spectaculair effect" als de verdiepingen in tegengestelde richtingen draaien. Elk van de elf verdiepingen van het gebouw kan met de klok mee of tegen de klok in draaien. Een volledige omwenteling van 360 graden neemt een uur in beslag. Het gebouw was een casestudy die werd gebruikt om gegevens te verzamelen voor meer dan dertig bedrijven in Brazilië en een in Duitsland. De appartementen kosten $400.000 per stuk.
Het appartementencomplex is vernoemd naar de etsencollectie van Pablo Picasso, de Vollard Suite, die bij de inhuldiging van het gebouw werd tentoongesteld.